# Expansió accelerada de l'Univers
L'Expansió accelerada de l'Univers es basa en observacions que mostren que l'expansió de l'Univers s'està accelerant, de manera que la velocitat a la qual una galàxia llunyana s'allunya de l'observador augmenta contínuament amb el temps.

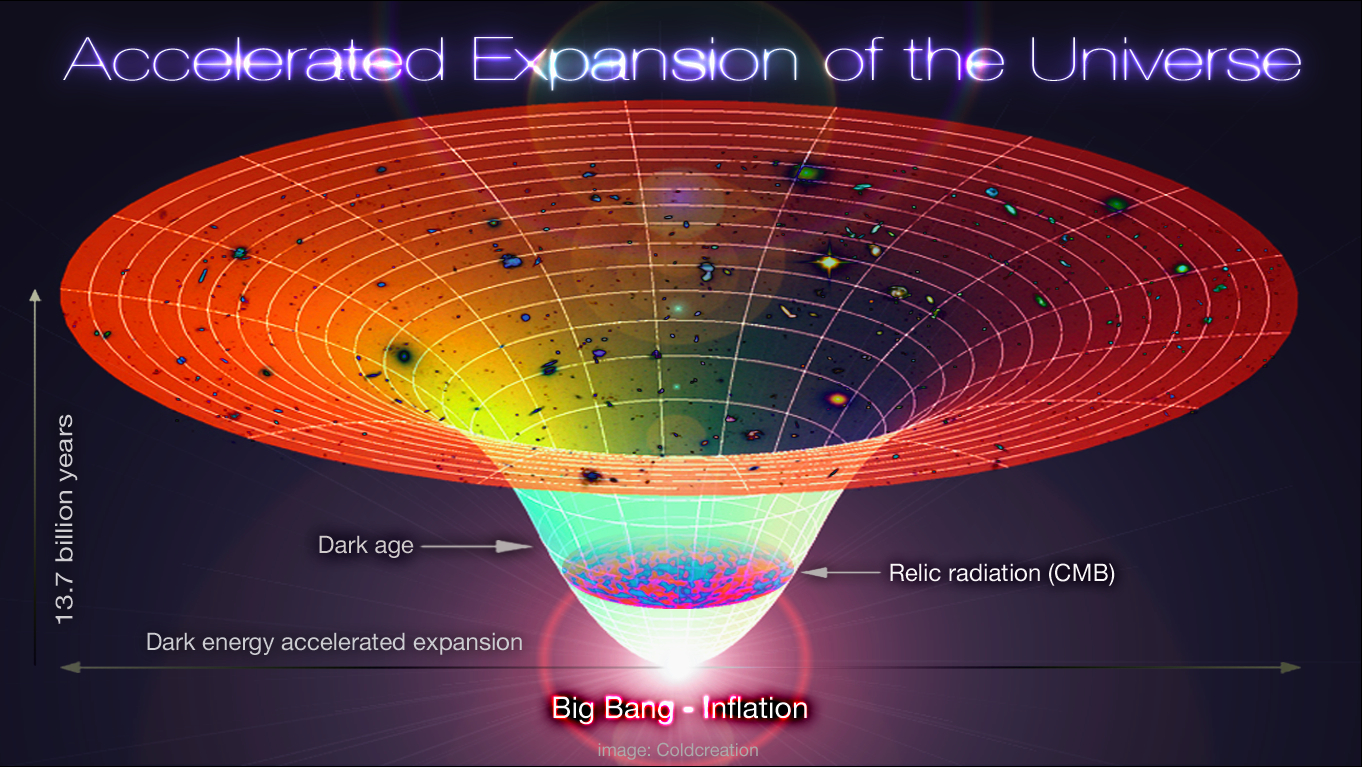
Lambda-CDM, expansió accelerada de l'Univers. La línia de temps en aquest diagrama esquemàtic s'estén des de l'època del big-bang/inflació fa 13.700 milions d'anys fins al moment cosmològic actual.

El 1998, dos equips d'astrònoms, Supernova Cosmology Project i High-Z Supernova Search Team, respectivament dirigits per Saul Perlmutter i Brian P. Schmidt/Adam Riess, observaren una acceleració de l'expansió de l'Univers mesurant les velocitats d'escapament de supernoves de tipus Ia per mesurar l'acceleració. La idea era que, com que les supernoves de tipus Ia tenen gairebé la mateixa brillantor intrínseca (una espelma estàndard), i com que els objectes que estan més lluny semblen més tènues, podem utilitzar la brillantor observada d'aquestes supernoves per mesurar la distància a ells. Aleshores, la distància es pot comparar amb el desplaçament al vermell cosmològic de les supernoves, que mesura quant s'ha expandit l'univers des que es va produir la supernova. El resultat inesperat va ser que els objectes de l'Univers s'estan allunyant els uns dels altres a un ritme accelerat. Els cosmòlegs de l'època esperaven que la velocitat de recessió sempre es desacceleraria, a causa de l'atracció gravitatòria de la matèria a l'univers. El descobriment va ser premiat amb el Premi Nobel de Física el 2011 per als tres investigadors principals dels dos equips. S'han trobat proves confirmatòries en oscil·lacions acústiques bariòniques i en anàlisis de l'agrupament de galàxies.
Es creu que l'expansió accelerada de l'Univers va començar des que l'univers va entrar en la seva era dominada per l'energia fosca fa aproximadament 4.000 milions d'anys.. En el marc de la relativitat general, una expansió accelerada es pot explicar per un valor positiu de la constant cosmològica Λ, equivalent a la presència d'una energia positiva del buit, anomenada "energia fosca". Tot i que hi ha possibles explicacions alternatives, la descripció que suposa energia fosca (Λ positiva) s'utilitza en el model estàndard actual de cosmologia, que també inclou matèria fosca freda (CDM) i es coneix com a model Lambda-CDM.
Aquesta observació, inesperada, implica una constant cosmològica positiva i l'existència de l'anomenada energia fosca a l'Univers. Mesures més recents del satèl·lit WMAP han confirmat aquesta acceleració i determinat més precisament la quantitat d'energia fosca.
L'acceleració es mesura pel paràmetre de desacceleració que indica el grau de frenada de l'expansió de l'Univers, provocada per l'atracció gravitatòria. Aquest paràmetre està relacionat amb la derivada segona del radi de l'Univers en funció del temps.
Inicialment, en l'Univers jove el paràmetre de desacceleració era positiu, és a dir, l'expansió de l'Univers es frenava. Però des de fa uns 6 mil milions d'anys l'energía fosca va invertir la situació i des de llavors el paràmetre de desacceleració es negatiu, (l'expansió de l'Univers s'està accelerant)